# Scapulaseius sapienticola
Scapulaseius sapienticola är en spindeldjursart som först beskrevs av Gupta 1977.  Scapulaseius sapienticola ingår i släktet Scapulaseius och familjen Phytoseiidae. Inga underarter finns listade i Catalogue of Life.